# Wilbur Smith
Wilbur Addison Smith (Broken Hill, 9 de enero de 1933-Ciudad del Cabo, 13 de noviembre de 2021) fue un escritor de novelas de aventuras, autor de superventas sudafricano. Sus relatos incluyen algunos ambientados en los siglos XVI y XVII sobre los procesos fundacionales de los estados del sur de África y aventuras e intrigas internacionales relacionadas con estos asentamientos. Sus libros por lo general pertenecen a una de tres series o sagas. Estas obras, que en parte son ficción, explican en parte el apogeo e influencia histórica de los blancos neerlandeses y británicos en el sur de África quienes acaban por proclamar este territorio rico en diamantes y oro como su hogar.

## Biografía
Cuando solo era un bebé contrajo malaria cerebral, que duró 10 días, de la que se recuperó totalmente. Se crio en una estancia ganadera donde pasó su infancia cazando y explorando. Su madre lo entretenía con novelas de aventura y escapadas, consiguiendo captar su interés por la ficción. También, su padre lo disuadió de seguir con la escritura.
Se educó en el colegio de Michaelhouse y en la Universidad de Rhodes, ambos en Sudáfrica. Trabajó como periodista y más tarde como contable. Sus dos primeros matrimonios terminaron en divorcio; el tercero, contraído en 1971 con Danielle Thomas, duró hasta la muerte de ésta, en 1999. Al año siguiente se casó con Mokhiniso Rakhimova, de Tayikistán.
Se hizo escritor a tiempo completo en 1964, después de la publicación de Cuando comen los leones. A esta primera novela han seguido una treintena de obras ambientadas principalmente en África, más de la mitad de las cuales puede dividirse en tres series: la de Courtney, a la que pertenece su primer éxito; la de Ballantyne y la del Antiguo Egipto. Sus libros se tradujeron a veintiséis idiomas y en 2012 llevaba vendidos más de 122 millones de ejemplares.
Encontraba en África su mayor inspiración, aunque vivió en Londres, Inglaterra, pero mostraba una profunda preocupación por las personas y la vida salvaje de su continente natal.

## Obras

### La saga Courtney
La serie Courtney se puede dividir en tres partes, cada parte describe una era específica de la familia Courtney.
En orden cronológico se suceden la Tercera Secuencia, la Primera Secuencia y la Segunda Secuencia.
Esta es sin embargo una generalización, ya que la secuencia de los libros es la siguiente:
1. Aves de presa (Birds of Prey, 1997). Transcurre hacia 1660.
2. León dorado (Golden Lion, 2015), coescrito con Giles Kristian. Transcurre hacia 1670.
3. El monzón (Monsoon, 1999) (Publicado en español en 2 partes por algunas editoriales : El monzón y El juramento). Transcurre hacia 1690.
4. La Presa del Tigre (2017) Transcurre hacia 1700 (con Tom Harper)
5. Horizonte azul (Blue Horizon, 2003) (Publicado en español en 2 partes por algunas editoriales: Horizonte azul y La Ruta de los Vengadores). Transcurre hacia 1730.
6. Cuando comen los leones (When the Lion Feeds, 1964). Transcurre hacia 1860-1890.
7. El triunfo del sol (Triumph of the Sun, 2005). Transcurre hacia 1880.
8. Retumba el trueno (The Sound of Thunder, 1966). Transcurre hacia 1899-1906.
9. El destino del cazador (Assegai, 2009). Transcurre hacia 1906-1918.
10. Costa ardiente (The Burning Shore, 1985). Transcurre hacia 1917-1920.
11. Grito de Guerra (War Cry, 2017) Transcurre hacia 1918–1939 (with David Churchill)
12. Muere el gorrión (A Sparrow Falls, 1977). Transcurre hacia 1918-1925.
13. El poder de la espada (Power of the Sword, 1986). Transcurre hacia 1931-1948-
14. La guerra de los Courtney (Courtney's War, 2021). Transcurre hacia 1940.￼
15. Furia (Rage, 1987). Transcurre hacia 1950-1960.
16. Zorro dorado (Golden Fox, 1990). Transcurre hacia 1969-1979.
17. Tiempo de morir (A Time To Die, 1989). Transcurre hacia 1987.

### La serie Ballantyne
Las novelas Ballantyne cuentan la vida de la familia Ballantyne, desde la década de 1860 a la de 1980, en un contexto de la historia de la República de Rodesia (ahora Zimbabue).
Una quinta novela (El triunfo del sol) busca combinar la narración Ballantyne con otra saga de Smith, la Saga Courtney.
Los libros están ambientados en los siguientes períodos de tiempo:
1. Vuela el halcón (A Falcon Flies, 1980). Transcurre hacia 1860.
2. El triunfo del sol (Triumph of the Sun, 2005). Transcurre hacia 1884.
3. Hombres muy hombres (Men of Men, 1981). Transcurre hacia 1870-1890.
4. El llanto de los ángeles (The Angels Weep, 1982). La 1.ª parte transcurre hacia 1890 y la 2.ª hacia 1977.
5. El leopardo caza en la oscuridad (The Leopard Hunts in Darkness, 1984). Transcurre hacia 1980.

### La serie egipcia
Es una serie de ficción histórica basada en gran parte en la época del faraón Thutmosis III, a lo largo de su historia, de su madrastra Hatshepsut, y en la visión de su madre Senemut, mezclando también elementos de la dominación y la caída de los  Hicsos.
1. Río sagrado (River God, 1994)
2. El séptimo papiro (The Seventh Scroll, 1995): está ambientada en la época moderna, pero se relaciona con las otras tres a través de descubrimientos arqueológicos.
3. El hechicero (Warlock, 2001)
4. El soberano del Nilo (The Quest, 2007)
5. El dios del desierto (Desert God, 2014)
6. El último faraón (Pharaoh, 2016)
7. El nuevo reino (The New Kingdom, 2021)

### La serie Hector Cross
1. En peligro (Those In Peril, 2011)
2. Venganza de sangre (Vicious Circle, 2013)
3. Predator, 2016

## Crítica
Algunos críticos de Wilbur Smith sostienen que sus novelas contienen partes sexistas y racistas y contenido político.

## Adaptaciones
Algunas de sus obras han sido adaptadas al cine y a la televisión:
- El lado oscuro del sol (The Dark of the Sun, 1965), adaptada al cine como Último tren a Katanga (The Mercenaries) en 1968, dirigida por Jack Cardiff y protagonizada por Rod Taylor e Yvette Mimieux.
- Operación oro (Gold Mine, 1970), adaptada al cine como Oro (Gold) en 1974, dirigida por Peter Hunt y protagonizada por Roger Moore y Susannah York.
- Los cazadores de diamantes (The Diamond Hunters, 1975), adaptada al cine como The Kingfisher Caper en 1975, dirigida por Dirk DeVilliers y protagonizada por Hayley Mills y David McCallum. Posteriormente fue adaptada en 2001 a la televisión como la miniserie de dos episodios The Diamond Hunters, protagonizada por Alyssa Milano, Sean Patrick Flanery, Michael Easton, Jolene Blalock y Roy Scheider.
- Tentar al diablo (Shout at the Devil, 1968), adaptada al cine como Gritar al diablo (Shout at the Devil) en 1976, dirigida por Peter Hunt y protagonizada por Roger Moore, Lee Marvin y Barbara Parkins.
- Justicia salvaje (Wild Justice, 1979), adaptada a la televisión en 1994 como Justicia salvaje (Wild Justice en TV y Covert Assassin en vídeo), protagonizada por Roy Scheider, Patricia Millardet y Christopher Buchholz
- Costa ardiente (The Burning Shore, 1985), adaptada a la televisión como La montaña del diamante (Mountain of Diamonds) en 1991, dirigida por Jeannot Szwarc y protagonizada por Isabelle Gélinas, Derek de Lint y Jason Connery.
- Río sagrado (River God, 1993) y El séptimo papiro (The Seventh Scroll, 1995), adaptadas a la televisión en 1999 como la miniserie de tres episodios El séptimo sello de la pirámide (The Seventh Scroll), dirigida por Kevin Connor y protagonizada por Karina Lombard, Roy Scheider y Jeff Fahey.